# Бибиано
Бибиа́но По́нтес (порт.-браз. Bibiano Pontes; род. 11 июня 1947, Женерал-Камара, штат Риу-Гранди-ду-Сул) — бразильский футболист, выступавший на позиции защитника. Второй игрок «Интернасьонала» по количеству проведённых матчей в истории клуба после Карлитоса.

## Биография
До прихода в «Интер», Бибиано выступал в провинциальной лиге в родном городе. Его братья были известными в городе футболистами — Дайсон выделялся техникой и борьбой в воздухе, Жуан обладал сильным ударом. Бибиано же считался наименее одарённым футболистом из трёх братьев, местные болельщики выделяли только его скорость. Несмотря на это, именно Бибиано добился бо́льших успехов в спортивной карьере.
В 1964 году Бибиано приехал на просмотр из Женерал-Камары в «Интернасьонал». Тренер «Интера» Абилио дос Рейс был известен тем, что мог определить потенциал игрока всего по одной тренировке. Он сразу же настоял на том, чтобы Бибиано взяли в клуб. Бибиано в первом же сезоне за молодёжный состав провёл 46 матчей и помог «Интеру» выиграть молодёжное первенство Лиги Гаушу.
В 1965 году Бибиано был переведён в профессиональную команду и с 1968 года стал твёрдым игроком основного состава. Начиная с 1969 года «Интер» выиграл серию трофеев, в том числе 8 подряд чемпионатов штата Риу-Гранди-ду-Сул. Бибиано выиграл 7 подряд этих трофеев. Кроме того, в 1975 году Бибиано помог своей команде выиграть чемпионат Бразилии. Этот год стал последним для Понтеса в составе «Колорадос».
В 1970 году Бибиано был в расширенном списке из 40 кандидатов в сборную Бразилии, которой предстояло играть на чемпионате мира. Однако ни Бибиано, ни его партнёрам по клубу Клаудиомиро и Сержио Галоше не удалось попасть в число 22 участников итоговой заявки.
После 10 лет, проведённых в «Интернасьонале», Бибиано, которого называли одним из лучших защитников в истории клуба, перешёл в «Лондрину». Затем он играл в СЭР Кашиас, а завершил карьеру Крисиуме в 1977 году.
После окончания карьеры футболиста, Бибиано Понтес стал работать в структуре «Интернасьонала», в том числе был вице-президентом по социальным коммуникациям.

## Достижения
- Чемпион Бразилии (1): 1975
- Чемпион штата Риу-Гранди-ду-Сул (7): 1969, 1970, 1971, 1972, 1973, 1974, 1975
- Второй игрок «Интернасьонала» по числу проведённых за клуб матчей